# 多洛雷斯-伊达尔戈
多洛雷斯-伊达尔戈是墨西哥瓜纳华托州的一座城市。

## 友好城市
- 美国马萨诸塞州列克星敦